# Martin Hunter
Martin John Hunter, född den 3 oktober 1965 i Albury, Australien, är en australisk kanotist.
Han tog bland annat VM-guld i K-1 500 meter, i samband med sprintvärldsmästerskapen i kanotsport 1989 i Plovdiv.
Hunter hade en relation med kanotisten Agneta Andersson och är bosatt i Karlskoga.